# Розендейл (містечко, Вісконсин)
Розендейл (англ. Rosendale) — місто (англ. town) в США, в окрузі Фон-дю-Лак штату Вісконсин. Населення — 738 осіб (2020).

## Демографія
Згідно з переписом 2010 року, у місті мешкало 695 осіб у 275 домогосподарствах у складі 207 родин. Було 287 помешкань
Расовий склад населення:
| - 97,7 % — білих - 0,9 % — корінних американців |

До двох чи більше рас належало 1,4 %. Частка іспаномовних становила 0,0 % від усіх жителів.
За віковим діапазоном населення розподілялося таким чином: 22,7 % — особи молодші 18 років, 65,1 % — особи у віці 18—64 років, 12,2 % — особи у віці 65 років та старші. Медіана віку мешканця становила 45,0 року. На 100 осіб жіночої статі у місті припадало 95,2 чоловіків;  на 100 жінок у віці від 18 років та старших — 94,6 чоловіків також старших 18 років.
Середній дохід на одне домашнє господарство  становив 75 159 доларів США (медіана — 73 264), а середній дохід на одну сім'ю — 89 947 доларів (медіана — 84 167). Медіана доходів становила 52 137 доларів для чоловіків та 40 000 доларів для жінок. За межею бідності перебувало 4,4 % осіб, у тому числі 0,0 % дітей у віці до 18 років та 13,4 % осіб у віці 65 років та старших.
Цивільне працевлаштоване населення становило 392 особи. Основні галузі зайнятості: освіта, охорона здоров'я та соціальна допомога — 21,2 %, виробництво — 16,8 %, сільське господарство, лісництво, риболовля — 14,0 %.